# Pseudorhipsalis ramulosa subsp. jamaicensis
A Pseudorhipsalis ramulosa subsp. jamaicensis egy epifita kaktusz, melyet ritkán lehet csak termesztésben megtalálni.

## Elterjedése és élőhelye
Haiti és Jamaica, 200–1000 m tengerszint feletti magasságban.

## Jellemzői
Az alapfajnál hajtása vaskosabb, erőteljesebb, soha nem színeződik vöröses árnyalatúra (a törzsalak fiatalon és erős fénynek kitéve vöröses árnyalatú). Virágai 6–8 mm hosszúak.